# Victoria II
Victoria II (рус. Виктория II) — компьютерная игра в жанре глобальная стратегия, разработанная и выпущенная шведской компанией Paradox Interactive, продолжение игры 2003 года Victoria: An Empire Under the Sun (рус. Виктория: Империя под солнцем). Релиз игры для Microsoft Windows состоялся 13 августа 2010 года, версия для Mac OS X вышла 17 сентября того же года. На территории России игра распространяется совместно компаниями Snowball Studios, занимавшейся локализацией, и 1С-СофтКлаб. Триквел Victoria 3 был выпущен 25 октября 2022 года.
В Victoria II игрок управляет одним из примерно 200 государств мира в период с 1836 по 1936 годы. В ведении игрока находится ряд инструментов для управления экономикой, наукой, внутренней политикой, дипломатией, армией и флотом. Главным отличием от других глобальных стратегий Paradox Interactive является существенный упор на детализацию внутренних процессов, протекающих в государстве, и развитую систему дипломатии, доступную великим державам. В отличие от первой части разработчики сделали игру менее зависимой от реальных исторических событий и более нелинейной. Игра имеет многопользовательский режим, в котором может одновременно играть до 32 игроков.
Игра была достаточно тепло встречена критиками и получила средние оценки в районе 75-81 баллов из 100 возможных. Хотя обозреватели сошлись во мнении, что Victoria II в большей степени ориентирована на фанатов жанра глобальных стратегий, ценящих глубину и внимание к деталям, они отметили взятый разработчиками курс на облегчение понимания игрового процесса для новичков.

## Разработка
Продолжение глобальной стратегии Victoria: An Empire Under the Sun, вышедшей в 2003 году, было анонсировано 19 августа 2009 года в рамках выставки GamesCom. Ведущий программист студии Paradox Interactive Юхан Андерссон рассказал об изменениях игрового процесса по сравнению с предыдущей частью и продемонстрировал первый скриншот из игры, на котором видна карта Европы и элементы интерфейса. Также было объявлено о возможности экспортировать сохранённую игру в Hearts of Iron III (рус. День Победы III), от которой разработчики отказались из-за значительных сложностей по согласованию двух игр.
Вскоре после анонса игры руководитель студии Paradox Interactive Фредрик Вестер публично заявил о том, что из-за низких продаж первой части не верит в коммерческий успех проекта, не поддержал его инициацию на голосовании и готов побриться налысо, если игра когда-либо принесёт прибыль. Юхан Андерссон, напротив, был инициатором проекта и верил в его успех, ссылаясь на просьбы фанатов и мнение команды разработчиков. В конце концов, Андерссон и Вестер заключили пари, по которому Вестер побрился бы налысо в случае коммерческого успеха Victoria II, а в случае провала игры он единолично решал бы, какую игру выпускать следующей. 17 июня 2010 года, когда стало известно, что предварительные заказы обеспечат игре хорошие продажи, Вестер попросил Джессику Чобот из IGN обрить ему голову и разместил фотографии в Twitter'е.
Над игрой работала команда разработчиков, состоящая из продюсера, дизайнера и программиста Юхана Андерссона, руководителя проекта и программиста Томаса Юханссона, дизайнера и тестера Кристофера Кинга, программистов Дэна Линда, Фредрика Зеттермана, Олофа Бьорка, Хенрика Фохраэуса, Бьорна Юханнессена, Сары Вендел-Эртквист, художников Юнуса Якобссона, Фредрика Перссона и композитора Андреаса Вальдетофта. Команда разработчиков подробно освещала процесс создания игры в своих дневниках, которые на официальном форуме публиковал один из дизайнеров, Кристофер Кинг. Всего в период с ноября 2009 по июнь 2010 было опубликовано 29 номерных дневников и два бонусных.
Рабочая бета-версия Victoria II демонстрировалась в июне 2010 года на игровой выставке E3, проходившей в Лос-Анджелесе. Презентацию игры проводил продюсер проекта Юхан Андерссон, который продемонстрировал основные моменты игрового процесса и рассказал о нововведениях. 10 августа 2010 года вышла демо-версия игры, позволяющая сыграть кампанию за США.
В Victoria II используется трёхмерный игровой движок Clausewitz Engine, на котором были сделаны другие игры Paradox Interactive: Europa Universalis III и Hearts of Iron III. Изначально разработчики планировали взять карту мира из игры Hearts of Iron III и лишь слегка изменить расположение провинций, однако позже отказались от этой идеи и сделали карту с нуля на основе одной из пользовательских модификаций для первой части Victoria.

## Игровой процесс
| Системные требования | Системные требования                 | Системные требования                 |
| -------------------- | ------------------------------------ | ------------------------------------ |
|                      | Рекомендации                         |                                      |
| Microsoft Windows    |                                      |                                      |
| ОС                   | Windows XP/Vista/7/8                 | Windows XP/Vista/7/8                 |
| ЦПУ                  | Intel Pentium IV 2,4 ГГц/AMD 3500+;  | Intel Pentium IV 2,4 ГГц/AMD 3500+;  |
| Объём ОЗУ            | 2 Гб                                 | 2 Гб                                 |
| Место на диске       | 2 Гб                                 | 2 Гб                                 |
| Дисплей              | NVIDIA GeForce 8800/ATI Radeon X1900 | NVIDIA GeForce 8800/ATI Radeon X1900 |
| Звуковая плата       | совместимая с Direct X               | совместимая с Direct X               |
| Устройства ввода     | клавиатура, мышь                     | клавиатура, мышь                     |

В Victoria II можно играть за любое из 271 государств мира в период с 1836 по 1936 годы. Игроку доступен ряд инструментов, оказывающих как прямое, так и косвенное воздействие на внутренние процессы, протекающие в государстве. В отличие от предыдущей игры серии в Victoria II практически отсутствуют строго предопределённые исторические события, привязанные к определённой дате. Вместо этого введена система, по которой те или иные события происходят при выполнении определённых условий.
Основным экраном игры является трёхмерная масштабируемая карта мира. Для получения информации по отдельным аспектам игры можно переключать тип карты, например, показывать физическую и политическую карту. Область полной видимости ограничена территориями своей страны и стран-союзников, а также соседними с ними провинциями, остальная часть карты скрыта «туманом войны». Интерактивными объектами на карте являются провинции, армии и флоты, которыми можно управлять с основного экрана. Управление экономикой, наукой, внутренней политикой и дипломатией осуществляется через специальные экраны, кнопки вызова которых расположены на информационной панели в верхней части экрана. Действие игры протекает в реальном времени, скорость течения которого можно регулировать, также можно ставить игру на паузу.

### Внутренняя политика и экономика
Всё трудоспособное население мира в игре представлено в виде отдельных групп, каждая из которых имеет определённую профессию, национальность, религию, уровень грамотности и политические взгляды. Каждый житель страны может мигрировать, устраиваться на работу (или терять её), менять профессию, а также имеет определённые потребности в товарах. Всё население делится на 12 типов: рабочие, крестьяне, солдаты, рабы, ремесленники, служащие, священники, чиновники, офицеры, кустари, аристократы и капиталисты. Переход из одной профессии в другую жители осуществляют автоматически под влиянием нескольких факторов, таких как уровень сознательности, образование, доход и т. д. Игрок может стимулировать этот процесс, устанавливая национальный приоритет.
В каждой провинции имеется одно добывающее предприятие, на котором рабочие, крестьяне или рабы занимаются выращиванием или добычей какого-либо сырья. Сырьё потребляется населением, а также используется для производства промышленных товаров кустарями (мелкими производителями) и рабочими на фабриках. Фабрики могут строить только цивилизованные державы, причём возможность строительства фабрик зависит от экономической политики государства — например, при рыночной экономике фабрики строят лишь капиталисты, а при государственном капитализме это может делать сам игрок. В игре имеется мировой рынок, где происходит покупка и продажа товаров между странами. От уровня спроса и предложения на мировом рынке меняется цена на товар.
В игре имеется восемь возможных форм правления: демократия, королевское правление, мнимый конституционализм, абсолютная монархия, фашистская диктатура, диктатура буржуазии, президентская диктатура и диктатура пролетариата. Форма правления страны может меняться под действием политических реформ или же в результате революции. От формы правления зависит, какие партии могут находиться у власти, а также возможность проведения в стране выборов. Идеология правящей партии определяет торговую, экономическую, религиозную и военную политику, а также отношение к праву голосования для национальных меньшинств. Каждая группа населения имеет свою идеологию, которая может отличаться от идеологии правящей партии. При достаточно высоких значениях сознательности и агрессивности (на которые оказывают влияние безработица, уровень налогов, доступность товаров, а также различные события в стране) жители могут стать революционерами.
Бюджет пополняется за счёт налогов, собираемых с населения. Для каждого класса — богатых, среднего класса и бедных — можно установить отдельный уровень налога. Эффективность налоговых сборов зависит от развития экономических технологий и наличия чиновников. Также можно вводить пошлины на ввоз товаров из-за рубежа. Ещё одним источником дохода является добыча ценных металлов. Бюджетные деньги расходуются на образование, административный аппарат, обеспечение социальных выплат (пенсий и субсидий), оборону и государственные запасы (стратегические ресурсы для обеспечения армии, флота и снабжения заморских колоний). При некоторых экономических политиках возможно также субсидировать за счёт бюджета убыточные фабрики, расширять имеющиеся фабрики, строить новые, а также улучшать инфраструктуру путём строительства железных дорог. В провинциях можно строить крепости, повышающие обороноспособность войск, и морские базы, где ремонтируются повреждённые суда.
В игре существует 150 технологий, которые разделены на 5 равных категорий (армия, флот, коммерция, культура и промышленность). На изучение технологий тратятся очки исследований, получение которых зависит от многих факторов: грамотности населения, количества священников и служащих, уровня державы в мировом рейтинге, плюрализма, бонусов от уже изученных технологий. Многие технологии дают доступ к новым изобретениям.

### Внешняя политика
Каждое государство в игре Victoria II имеет свой рейтинг, который составляется из суммы престижа, промышленности и военной мощи. Восемь стран, которые имеют лучший рейтинг, являются великими державами, следующие восемь стран являются колониальными державами, остальные страны не имеют никаких особых статусов, но могут быть цивилизованными и нецивилизованными. Только великие державы обладают особыми возможностями по ведению дипломатии — они имеют сферы влияния, в который могут включать любые страны, кроме других великих держав. Страны, находящиеся в сфере влияния великой державы, благосклонно реагируют на все её дипломатические инициативы и присоединяются к её внутреннему рынку. Великие державы затрачивают очки влияния для улучшения отношений с другими странами и включения их свою сферу, также очки используются для дипломатической борьбы с другими великими державами, пытающимися влиять на данную страну (например, Великобритания может добиться высылки российских послов из Китая, если имеет достаточное влияние в этой стране).
Только великие и колониальные державы могут заниматься колонизацией новых территорий, в основном в Африке, Юго-Восточной Азии и Океании. Для колонизации используется национальный приоритет. Страна может колонизировать лишь те территории, которые граничат с её провинциями или находятся в зоне действия морской базы. Процесс колонизации длится несколько лет, по его завершении территория становится колонией государства.
Все государства за исключением сателлитов и доминионов могут вести дипломатические переговоры с другими странами. На выполнение дипломатических действий тратятся накапливаемые со временем очки дипломатии. Возможны следующие дипломатические действия: улучшение и ухудшение отношений со страной, предложение военного союза, запрос или предоставление прохода войск, предоставление военных субсидий и объявление войны. При объявлении войны страна-агрессор выбирает цели войны, например, требование отдать регион, платить контрибуцию или уменьшить сферу влияния. Существуют поводы для войны, которые заранее предопределены историческими реалиями или появляются в процессе игры, например, в результате пограничного конфликта государство может заявить свои претензии на территорию соседа. Война, цель которой подкреплена веским поводом, не вызывает осуждения в мировом сообществе, но агрессия без повода влечёт за собой увеличение очков бесчестья. Если лимит очков бесчестья переполняется, государство становится изгоем и его попытаются уничтожить.

### Военное дело
Каждое государство в игре может формировать армию и строить военно-морской флот. Существует 11 типов сухопутных частей: ополчение, пехота, артиллерия, кавалерия, драгуны, кирасиры, гвардия, сапёры, гусары, танки и авиация; и 9 типов кораблей: клипера, фрегаты, парусные линкоры, транспортные пароходы, рейдеры, броненосцы, мониторы, крейсеры и дредноуты. Каждый тип войск обладает собственными характеристиками, такими как скорость, атака и защита. Армии состоят из полков по 3000 солдат в каждом, флоты состоят из отдельных кораблей. В составе армий и флотов могут быть любые сочетания типов частей и кораблей. На формирование полков тратятся товары (оружие, одежда, консервы и т. д.) и людские ресурсы (каждый полк привязывается к определённой группе солдат), а на строительство кораблей тратятся только товары. Боеспособность отрядов поддерживается за счёт бюджета, причём в военное время затраты на содержание армии и флота выше.
Во главе армий и флотов можно ставить генералов и адмиралов, вербовка которых происходит за счёт накопления очков лидерства, генерируемых офицерами. Генералы и адмиралы добавляют к характеристикам подконтрольных формирований свои уникальные положительные и отрицательные модификаторы (например, генерал может увеличивать мораль армии, но ухудшать её скорость), также на характеристики полков и кораблей влияют уровень снабжения стратегическими ресурсами и технологии. Ход боя обрабатывается по сложному алгоритму, в котором учитывается качественный и количественный состав армий, характеристики отдельных отрядов, способности командующих, особенности местности, наличие укреплений и случайный модификатор. В зависимости от понесённых потерь проигравшая армия или флот отступает или уничтожается, также игрок может организовать отступление своих войск или ввести в бой подкрепление из соседних провинций.
Во время войны ведётся военный счёт, который увеличивается за счёт побед, оккупированных территорий и блокированных портов. При положительном счёте страна может добавить новую цель для войны к уже имеющимся (например, предъявить права на ещё один регион государства противника). На основе этого счёта делаются мирные предложения, и он определяет готовность проигравшей стороны пойти на уступки ради заключения мира.

## Саундтрек
Музыку для Victoria II написал Андреас Вальдетофт, специализирующийся на музыке для глобальных стратегий Paradox Interactive и ранее работавший над саундтреками к играм Europa Universalis III, Europa Universalis: Rome, серии Hearts of Iron и Majesty 2: The Fantasy Kingdom Sim. Саундтрек игры Victoria II состоит из 18 композиций, в которых автор пытался передать дух викторианской эпохи и драматическую атмосферу надвигающегося нового времени. Сам Вальдетофт считает музыку, написанную им для игры, своей самой сложной и лучшей работой. 30 августа 2010 года саундтрек Victoria II стал официально продаваться через Amazon и iTunes.
| №   | Название                        | Длительность |
| --- | ------------------------------- | ------------ |
| 1.  | «For God And Queen»             | 3:32         |
| 2.  | «The Coronation»                | 3:34         |
| 3.  | «Buckingham Palace»             | 4:18         |
| 4.  | «Europe Anno 1850»              | 6:45         |
| 5.  | «Johans Waltz»                  | 4:46         |
| 6.  | «A Day At The Court»            | 1:47         |
| 7.  | «New World Anthem»              | 3:08         |
| 8.  | «Independence March»            | 1:23         |
| 9.  | «Handel This»                   | 1:30         |
| 10. | «Inventions»                    | 2:58         |
| 11. | «Poverty»                       | 3:44         |
| 12. | «Queens Scherzo»                | 1:38         |
| 13. | «Royal March»                   | 3:14         |
| 14. | «Death Of Prince Albert»        | 4:52         |
| 15. | «Countryside»                   | 2:09         |
| 16. | «Russia 1917»                   | 4:47         |
| 17. | «Winter»                        | 7:27         |
| 18. | «Lament For The Queen - Finale» | 7:28         |

## Отзывы
| Сводный рейтинг       | Сводный рейтинг |
| Агрегатор             | Оценка          |
| --------------------- | --------------- |
| GameRankings          | 76,17 %         |
| Metacritic            | 75/100          |
| Иноязычные издания    |                 |
| Издание               | Оценка          |
| GameSpot              | 7,5/10          |
| GameZone              | 7/10            |
| PC Gamer (UK)         | 76/100          |
| Русскоязычные издания |                 |
| Издание               | Оценка          |
| Absolute Games        | 86 %            |
| PlayGround.ru         | 9,2/10          |
| «ЛКИ»                 | 95 %            |
| «Страна игр»          | 9/10            |

Victoria II получила в целом положительные отзывы критиков. Игра получила средние оценки в районе 75—81 % от максимально возможного балла. Некоторыми обозревателями высказывалось мнение, что Victoria II является наиболее глубокой игрой из числа глобальных стратегий Paradox Interactive и значительным прорывом по сравнению с Europa Universalis III и Hearts of Iron III. Юхан Андерссон, старший разработчик Paradox Interactive, также согласился, что Victoria II — лучшая игра, выпущенная его студией.
Многие обозреватели сошлись во мнении, что Victoria II, как и другие глобальные стратегии Paradox Interactive, среднестатистическому казуальному игроку покажется слишком сложной из-за обилия различных факторов, влияющих на игровой процесс, и ориентированности, прежде всего, на поклонников глобальных стратегий. Однако в Victoria II разработчики сделали существенные шаги в сторону облегчения изучения игры, добавив режим интерактивного обучения, знакомящий с различными аспектами игрового процесса, а также сделали более удобный и интуитивно понятный интерфейс. Похвалы удостоилось желание разработчиков уйти от рутинного микроменеджмента из первой части и замена многих игровых процессов автоматикой. Непрямое управление государством с возможностью лишь косвенно влиять на внутренние процессы также стало удачным нововведением по мнению рецензентов.
Из негативных моментов критики отмечали существенную проблему с неконтролируемыми массовыми восстаниями, происходящими по всему миру приблизительно после 1880-х годов, в зависимости от развития культурно-политического «древа» технологий стран и непрекращающихся даже если игрок построил максимально демократические и обеспеченное государство. Из-за бесконечных восстаний якобинцев, реакционеров, коммунистов и других революционеров цивилизованные страны погружаются в хаос, что серьёзно сказывается на игровом процессе. Другой проблемой, с которой столкнулись игроки, были регулярные вылеты из игры и утечки памяти, наблюдаемые после нескольких часов игры.

## Дополнения

### A House Divided
8 июня 2011 года в преддверии крупнейшей игровой выставки Electronic Entertainment Expo (E³) представитель команды разработчиков Paradox Interactive на официальном форуме студии анонсировал дополнение под названием A House Divided (рус. Разделённый дом). Однако несмотря на название, по словам разработчиков, не будет никакого особого акцента на Гражданской войне в США.
Были заявлены следующие нововведения:
- Новый сценарий со стартом в 1861 году.
- Возможность ведения войны ради экономического превосходства над другими странами.
- Для нецивилизованных стран добавлены новые способы реформирования, чтобы помочь им уравнять шансы с ведущими западными державами.
- Возможность укрепления отношений с другими странами путём инвестирования в их инфраструктуру и промышленность.
- Более глубокая политическая система, новые национальные приоритеты и новые типы реформ.
- Новая система народных движений, с которыми можно договариваться или бороться, и которые превращаются в революционные, если их игнорировать.
- Улучшенный интерфейс, добавляющий больше информации и делающий её более доступной.

Дополнение вышло 2 февраля 2012 года.

### Heart of Darkness
16 апреля 2013 года вышло дополнение Heart of Darkness.
Произошли следующие изменения:
- Проработана система флота;
- Появились новые причины войны;
- Новая система колонизации;
- Улучшена система промышленности;
- Добавлена возможность вестернизироваться с помощью войны.